# アーチボルド・ジョイス
アーチボルド・ジョイス（英語: Archibald Joyce、1873年5月25日 - 1963年3月22日）は、イギリスの作曲家。「まともなワルツを書く初の英国人」と言われ、「イギリスのワルツ王」や「イギリスのワルトトイフェル」などのあだ名で呼ばれた。

## 作品
代表作は『秋の夢』や『サロメの出現』、『千回のキス』など。特に『秋の夢』が著名で、この曲はタイタニック号沈没事故の際に船上で演奏されていたとする説がある。
- 『プリンス・オブ・ウェールズ行進曲』（Prince of Wales March）
- ワルツ『秋の夢』（Autumn Dream）1908年
- ワルツ『サロメの出現』（Vision of Salome）1909年[1]
- ワルツ『千回のキス』（A Thousand Kisses）1910年
- ワルツ『夢』（Dreaming）1911年
- ワルツ『はかないサロメ』（Passing of Salome）1912年[1]
  - 出版された当時、1500のバンドが楽譜を求めて楽譜店に殺到し、ピアノ編曲は初版で5000部も印刷されたという[1]。
- ワルツ『ボヘミア』（Bohemia）1941年
- ワルツ『あなたの夢』（Dreams of You）1942年
- ポルカ『フルー＝フルー』（Frou-Frou）1946年
- ワルツ『川の歌』（Song of the River）1946年
- 『サロメの幻影』1945年[1]。